# کلاودیا بویارسکیخ
کلاودیا بویارسکیخ (به روسی: Кла́вдия Боя́рских - Klavdiya Boyarskikh) ورزشکار زن رشتهٔ اسکی صحرانوردی اهل کشور اتحاد جماهیر شوروی است. وی در بین سال‌های ‎۱۹۶۴ میلادی در مسابقات بازی‌های المپیک زمستانی در مجموع ۳ مدال طلا را کسب کرد.